# رایسا کورکینا
رایسا سِمیونوونا کورکینا (روسی: Куркина, Раиса Семёновна؛ ۷ اکتبر ۱۹۲۷) بازیگر تئاتر و سینما اهل روسیه است.
از فیلم‌ها یا مجموعه‌های تلویزیونی که وی در آن‌ها نقش داشته است، می‌توان به ابله و میمینو اشاره نمود.